# Toyota Etios
El Toyota Etios es un automóvil del Segmento B, producido por el fabricante de automotores japonés Toyota, para el mercado automovilístico indio desde el año 2010 hasta 2023, para el sudafricano y brasileño desde 2012 y para el indonesio desde 2013 (Hatchback de motor a gasolina de 1.2L). El nombre Etios proviene del griego "Ethos", sgnificando espíritu, carácter e ideas.  La versión sedan fue lanzada en diciembre del 2010 y el hatchback (de nombre Liva según mercado) en junio de 2011
En mayo del 2012, las series Etios alcanzaron un total de ventas de 100.000 unidades en India.
En marzo de 2013, la Toyota Kirloskar Motor Private Limited lanzó el Etios (sedán y hatchback) con interiores y exteriores mejorados También un Etios Liva (hatchback) TRD Sportivo, un nuevo nivel fue lanzado con un nuevo motor 1.5 l
Toyota introdujo el Etios MR2 en 2010, designando el modelo código "AK10". Cuando es equipado con el motor 3NR-FE 1.2 L es conocido como el "NGK12". Asimismo, la versión 1.5 L 2NR es identificada con el código "NGK15". La versión diésel 1.4L 1ND es referida como la  "NUK15". El Etios está basado en la plataforma EFC.

## Etios Concept (2010)
Disponible en carrocerías Hatchback y Sedan, Los vehículos concepto fueron desarrollados para el mercado Indio
Un concepto sedan del Etios con motor naftero de 1.5L y uno hatchback con motor a gasolina de 1.2L fueron develados en el 10º Auto Expo automobile show en Nueva Delhi.

## Sedan
El Toyota Etios fue primeramente exhibido en la 2010 Auto Expo en Delhi como un 'concept car'. La producción actual comercial comenzó en finales del 2010. La versión sedan fue lanzada en diciembre del 2010. Compite con los Maruti Suzuki Swift DZire, Hyundai Accent, Tata Indigo Manza, Mahindra Verito, Chevrolet Sail y Ford Fiesta. Los niveles de equipamiento para el Etios son: J, G, G+, V and VX.

### Motores

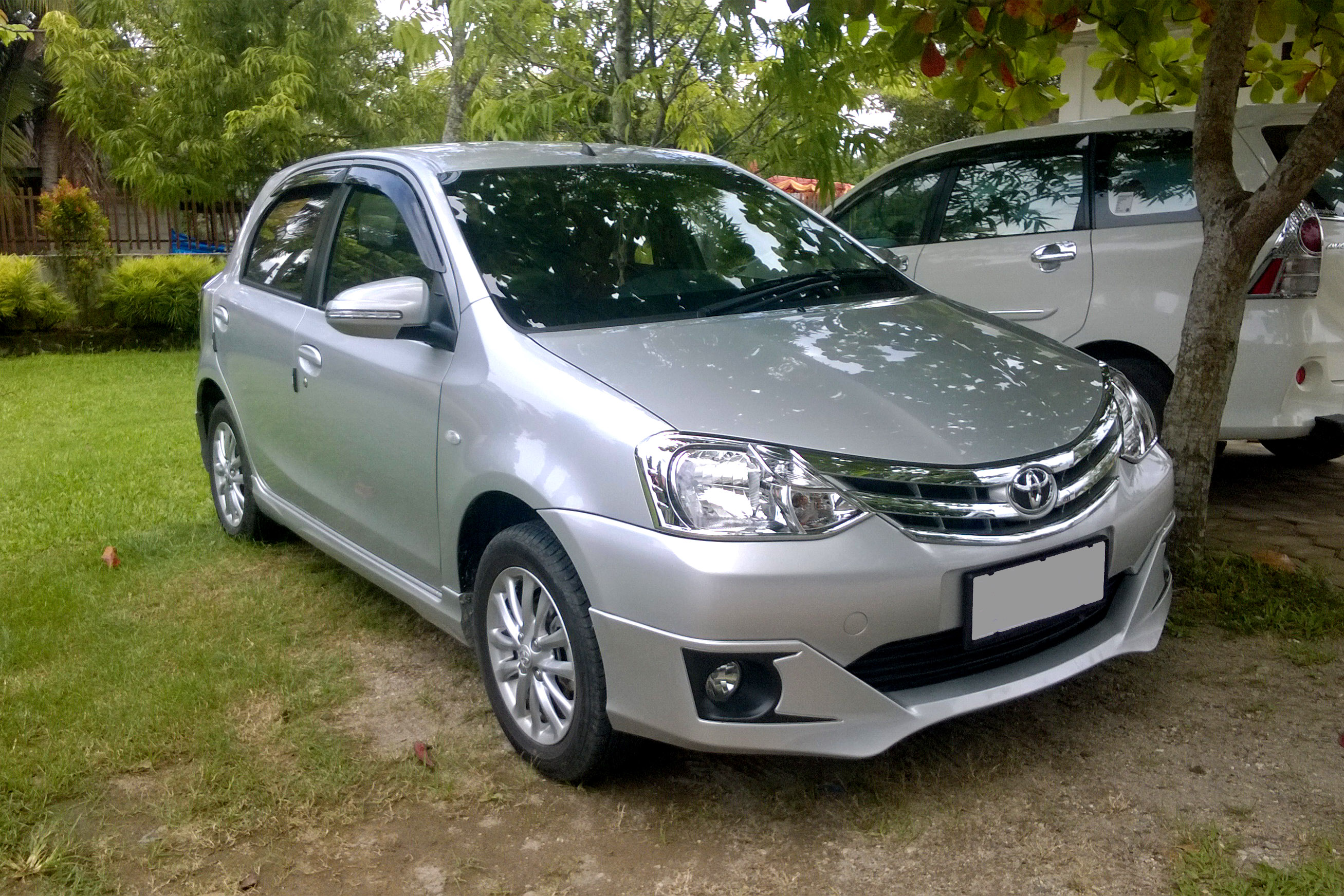
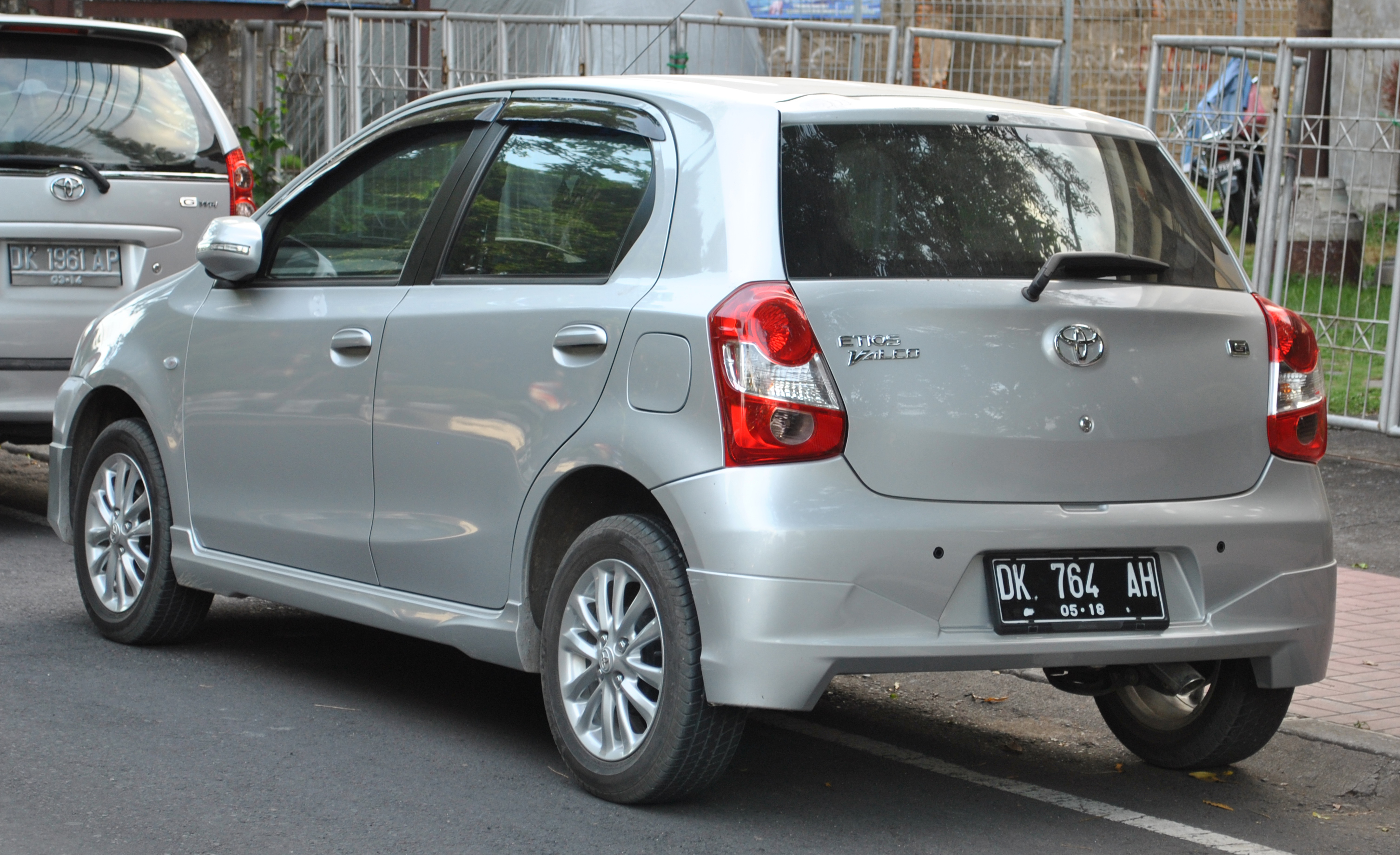
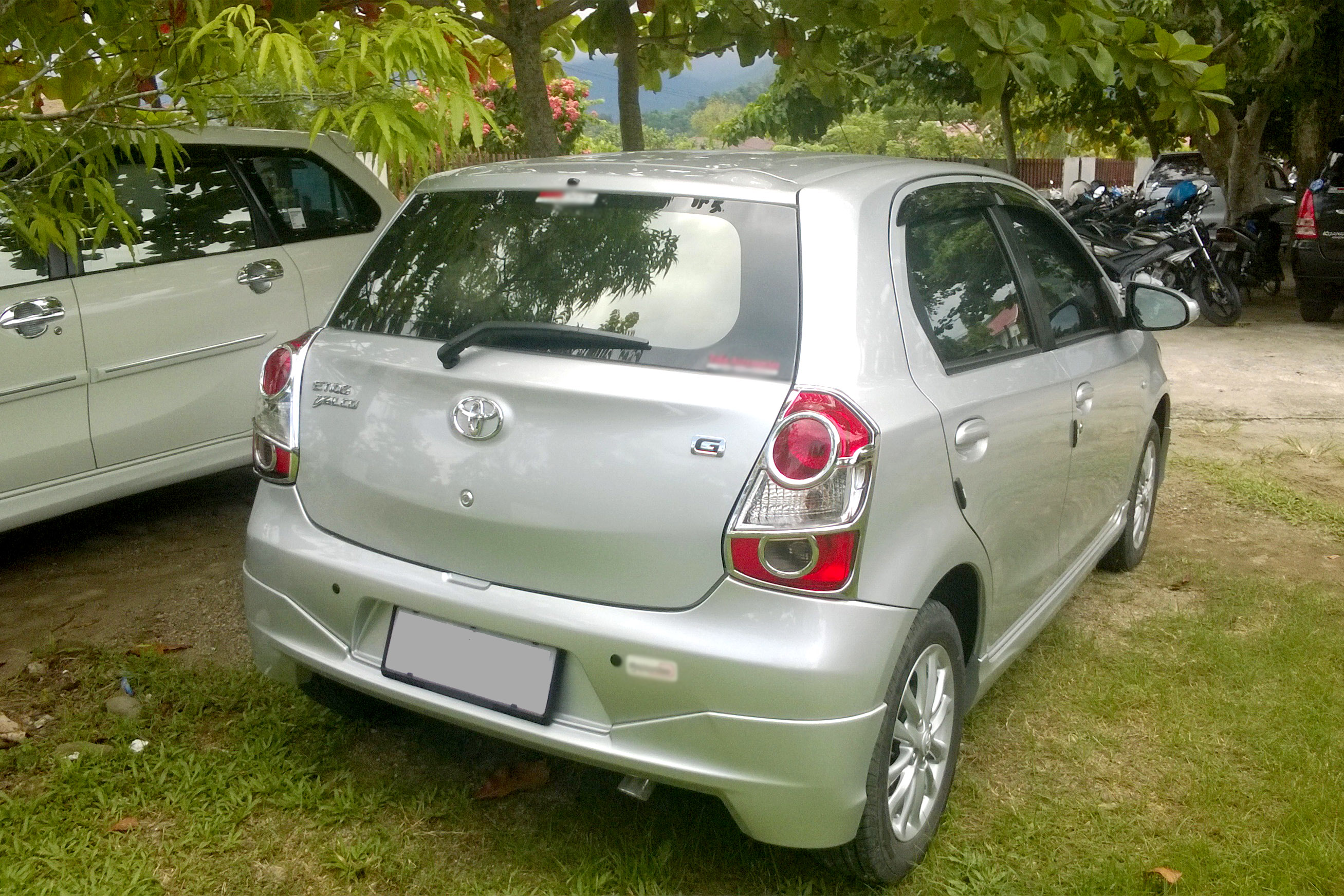

Los motores a gasolina y las transmisiones asociadas son producidas localmente en la Toyota Kirloskar Auto Parts (TKAP), Bidadi, Karnataka, India.
Motores a Gasolina
| Modelo     | Motor               | Potencia@rpm | Torque@rpm    | Aceleración 0–100 km/h | Velocidad Máxima | Transmisión      | Consumo    |
| ---------- | ------------------- | ------------ | ------------- | ---------------------- | ---------------- | ---------------- | ---------- |
| 1.5 2NR-FE | 1496 cc I4 16V DOHC | 90 hp a 5600 | 132 Nm a 3100 | 10.6s                  | 180 km/h         | 5 marchas manual | 17.75 km/l |

Motores Diésel
| Modelo     | Motor                   | Potencia@rpm | Torque@rpm           | Aceleración 0–100 km/h | Velocidad Máxima | Transmisión      | Consumo    |
| ---------- | ----------------------- | ------------ | -------------------- | ---------------------- | ---------------- | ---------------- | ---------- |
| 1.4 1ND-TV | 1364 cc I4 8V SOHC D-4D | 68 hp a 3800 | 170 Nm a 1800 - 2400 | 13.94s                 | 170 km/h         | 5 marchas manual | 23.59 km/l |

Motores Flex
Los modelos Hatchback y sedan vendidos en Brasil son equipados con un motor a gasolina "Flex" optimizado para funcionar con mezclas de etanol desde E20/E25 a etanol líquido (E100). El Etios Hatch 1.5 Flex tiene un consumo con combustible Etanol de 8,13 km/l, el Hatch 1.3 Flex su consumo es 9,45 km/l, y el Etios Sedan 1.5 Flex es 9,84 km/l, todos en un ciclo combinado 70 % manejo en ciudad y 30 % autopista.

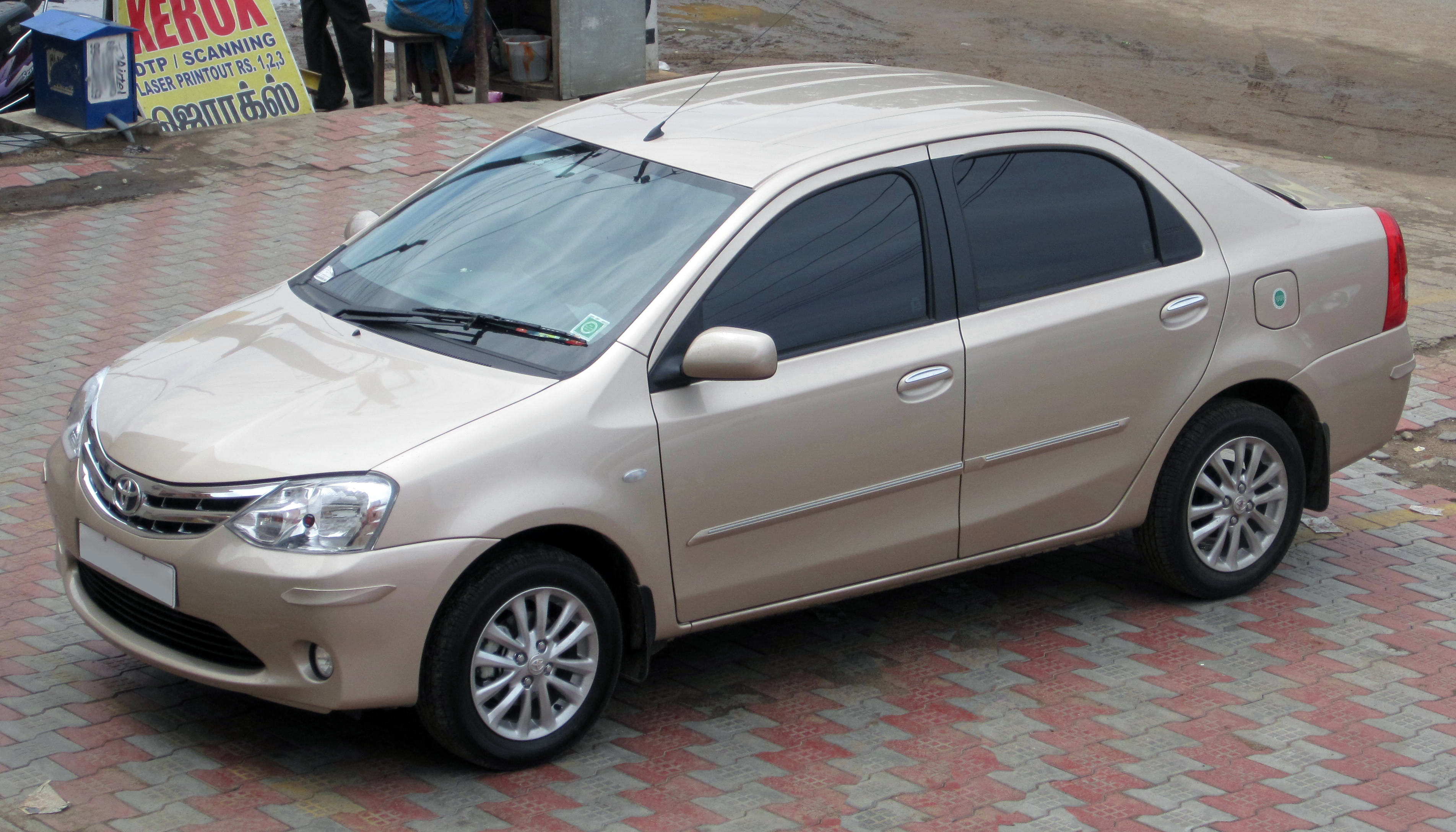
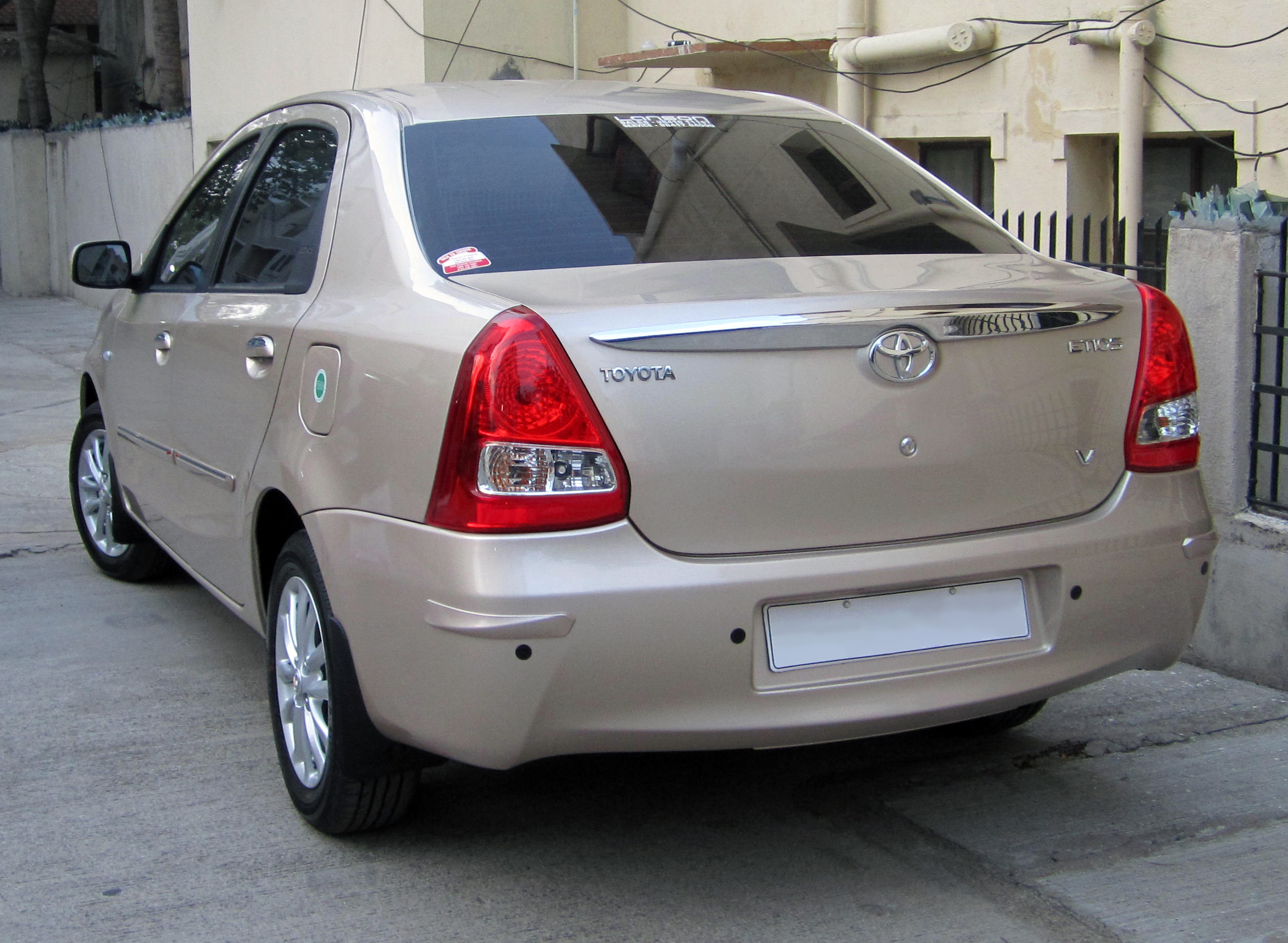
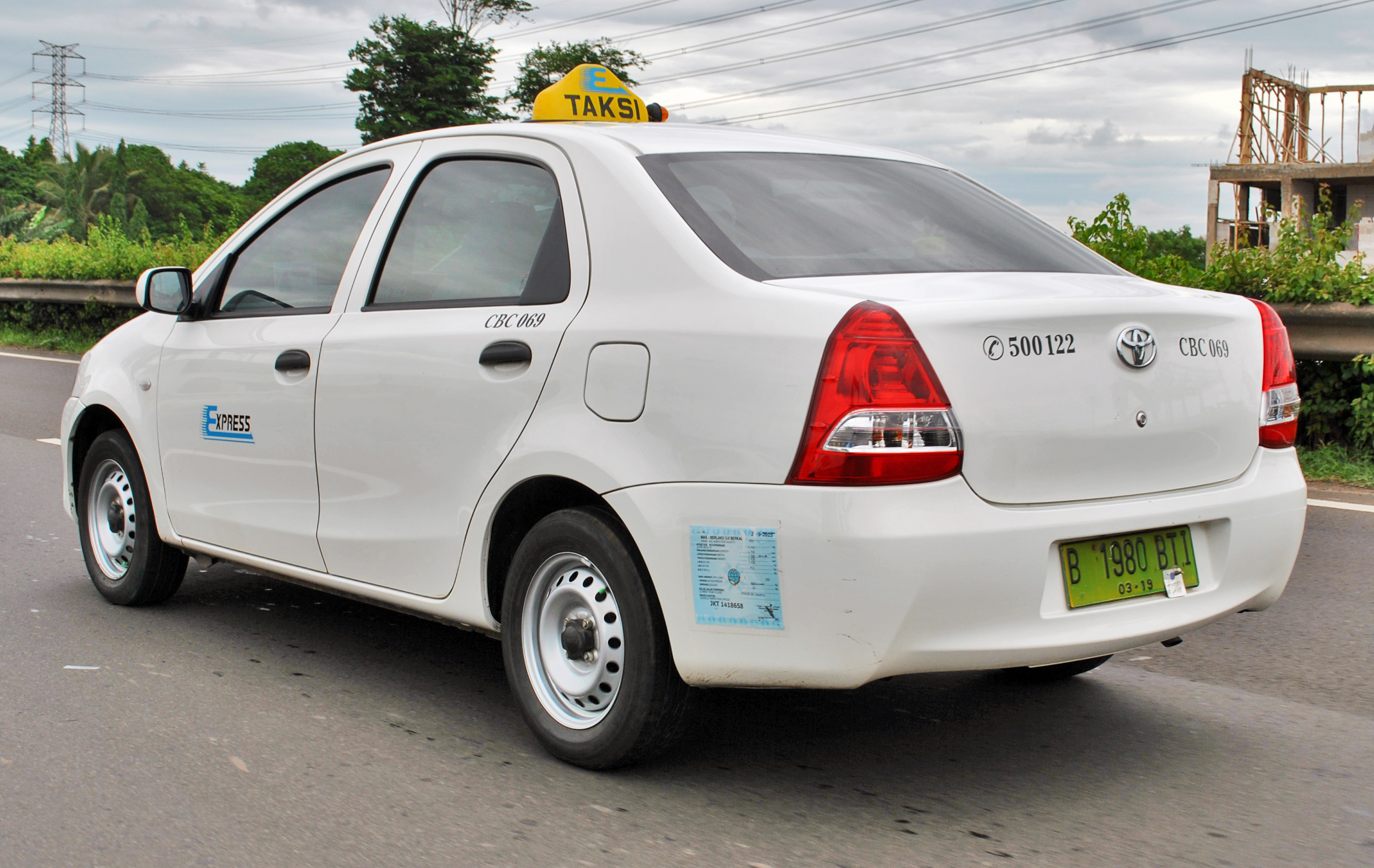

## Hatchback / Liva
El Etios Liva, o Valco en Indonesia es la versión hatchback del Etios. Fue lanzada en junio del 2011. Compite con marcas establecidas como Suzuki Swift, Suzuki Ritz/Splash/Opel Agila, Hyundai i10, Hyundai i20, Tata Indica, Chevrolet Sail, Honda Fit/Jazz, Brio, Fiat Grande Punto, Škoda Fabia, Ford Figo, Datsun Go y Nissan Micra. Los niveles de equipamiento para el Etios son: J, G, G+, V and VX.
Los modelos Indonesios del Etios Valco estaban disponibles en 4 niveles de equipamiento (J, JX, E, G) todos con una transmisión manual de 5 velocidades

### Motores
Motores a gasolina
| Modelo     | Motor               | Potencia@rpm | Torque@rpm    | Aceleración 0–100 km/h | Velocidad Máxima | Transmisión      | Consumo  |
| ---------- | ------------------- | ------------ | ------------- | ---------------------- | ---------------- | ---------------- | -------- |
| 1.2 3NR-FE | 1197 cc I4 16V DOHC | 80 hp a 5600 | 104 Nm a 3100 | 14.08s                 | 160km/h          | 5 marchas manual | 8.6 km/l |

Motores Diésel
| Modelo     | Motor                   | Potencia@rpm | Torque@rpm           | Aceleración 0–100 km/h | Velocidad Máxima | Transmisión          | Consumo    |
| ---------- | ----------------------- | ------------ | -------------------- | ---------------------- | ---------------- | -------------------- | ---------- |
| 1.4 1ND-TV | 1364 cc I4 8V SOHC D-4D | 68 hp a 3800 | 170 Nm a 1800 - 2400 | 12.47s                 | 170 km/h         | 5 velocidades manual | 23.59 km/l |

## Etios, Liva ediciones Xclusive (2013-2023)
Hay versiones del Etios G y Liva G respectivamente para el mercado Indio, con interiores dos tonos crema y beige, sistemas de audio equipados con Bluetooth, sensores traseros de estacionamiento, asientos de mayor calidad, tapa cromada en la palanca de velocidades, una identificación 'Xclusive' en la tapa del maletero, 3 colores de carrocería en elección (blanco, gris, gris plata).

## Motorsport
Toyota India comenzó una serie de carrera mono-marca en la India llamada la Etios motor racing. Las series comenzaron en 2012 y fue testigo de una presencia abrumadora de los jóvenes de la India, hubo 3300 solicitantes. Después de un procedimiento de selección de 3 rondas, Toyota mantuvo 2 rondas de carreras de ehibición en 2012, una en una pista de carreras construida con este propósito en Chennai deniominada Sriperumbudur race track y otra en la forma de ROC (Race of champions) en Gurgaon. Los 25 conductores seleccionados completaron la carrera principal que tuvo lugar en la segunda mitad de 2013. Los autos son preparados por Red Rooster Performance basados en Bangalore, y diseñados por TRD (Toyota Racing Development). Cuentan conmotores originales con escape y admisión, produciendo al menos 100 bhp. Es una buena plataforma para los jóvenes para el paso de los Kartings a los autos de turismo. Toyota lo hizo extremadamente baratos de correr, con un presupuesto de solo $3216 para el total de las series que incluye un kit OMP racing completo convirtiéndolo en una de las mejores series para competir. Los conductores no pagan los daños tampoco.
Toyota es probable que continue la serie en 2014.

## Etios Facelift (2018-2023)
Este Facelift cuenta con un motor de 1.5L y una caja mecánica de 6 velocidades, lo que permite conseguir recorridos de bajo consumo (30% más económico que otros vehículos en el mismo segmento). Además, cuenta con dirección asistida electrónica y un radio de giro de 4.9 m que mejora la maniobrabilidad del vehículo.
El nuevo etios trae consigo una renovada máscara frontal que sorprenderá a muchos gracias a su diseño con un estilo más deportivo.

### Viene GNV y GLP
El nuevo Etios viene disponible en sus versiones a gasolina y gas GNV y GLP.

## Toyota Etios Aibo (2022-2023)
El toyota Etios Aibo es una versión comercial y de carga del Toyota Etios, construida a base de la versión hatchback.
Tien una capacidad máxima de carga de 450kg, estructura metálica de carga y una red lateral de protección, el Etios Aibo cuenta con una estructura metálica de carga, compuesta por una reja que divide el panel trasero del sector de pasajeros y una red lateral desmontable de protección.

## Latinoamérica
Comercializado en el mercado latinoamericano desde mediados de 2013, el Toyota Etios para estos mercados se ofrece con las dos carrocerías (hatchback/sedán) y es producido en Sorocaba, São Paulo, Brasil. Se ofrece en 3 niveles de equipamiento (X, XS, XLS) como máximo equipamiento: llantas de aleación ligera de 15´´ (neumático 185/60 R15), barras longitudinales en techo (solo versión Cross), espejos exteriores eléctricos y con luz de giro incorporada, faros antiniebla delanteros, manijas exteriores color carrocería, moldura trasera cromada, parrilla frontal color carrocería con detalle cromado, spoiler trasero, aire acondicionado manual, apertura interna de tanque de combustible y baúl, asiento del conductor con regulación vertical manual, asientos tapizados en tela, asiento trasero rebatible, cierre centralizado a distancia integrado en llave, columna de dirección regulable en altura, guantera con función refrigeración, levantacristales eléctricos en las 4 puertas, Manijas interiores cromadas, radio con CDMP3 entrada auxiliar de audio USB y Bluetooth, Volante con control de audio y revestido en cuero. La mecánica es una sola en mercados como el argentino, la naftera 1.5 2NR-FE mientras que en Brasil se agrega una 1.3 16v DOCH
Los atributos fundamentales son que el sedán tiene un baúl de 562 litros y que se ofrece con reproductor de DVD y televisión digital terrestre desde 2015.

## Etios Cross (2013-2018)
Fabricada en Brasil, es una edición hecha sobre la carrocería Hatchback a la cual se le elevó el despeje al piso y se modificó estéticamente agregando detalles a los paragolpes y laterales para darle un aspecto aventurero. Se ofrece con un único nivel de equipamiento (XLS) y con la mecánica 1.5L.
Mecánicas
| Modelo     | Motor                          | Potencia@rpm  | Torque@rpm    | Aceleración 0–100 km/h | Velocidad Máxima | Transmisión                           | Consumo    |
| ---------- | ------------------------------ | ------------- | ------------- | ---------------------- | ---------------- | ------------------------------------- | ---------- |
| 1.5 2NR-FE | 1496 cc I4 16V DOHC Dual VVT-i | 103 cv a 6000 | 137 Nm a 4200 | 11s MT /11.73s AT      | 178 km/h         | 6 marchas manual/4 marchas automática | 10 km/l    |
| 1.5 2NR-FE | 1496 cc I4 16V DOHC            | 90 cv a 5600  | 132 Nm a 3000 | 11.3s                  | 173 km/h         | 5 marchas manual                      | 10.98 km/l |
| 1.3 Flex   | 1329 cc I4 16V DOHC            | 84 cv a 5600  | 117 Nm a 3100 | 11.9s                  | 170 km/h         | 5 marchas manual                      | 9.54 km/l  |

## Seguridad
El Etios y el Etios Liva vienen con un inmovilizador y advertencia de puertas abiertas como estándar en todos los niveles y doble airbag y ABScon EBD solo en los niveles G+, V y VX. El Etios y Etios Liva no tienen resultados en la Euro NCAP y la U.S. National Highway Traffic Safety Administration ya que no se venden en esas regiones. Pero el vehículo viene con barras de seguridasd para impactos laterales y frontales además de control de tracción.
El Etios lanzado en Brasil ha alcanzado en la Latin NCAP, una calificación de 4 estrellas en impactos frontales (ocupante adulto) y 2 estrellas para infantes en 2012 (protocolo obsoleto). En 2019  (protocolo obsoleto, un nivel más estricto que 2010-2015), ambos fueron de 4 estrellas para la nueva versión.

## Experiencias del Consumidor
Algunos dueños de Etios y Etios Liva se han quejado que el auto tiene altos niveles de ruido vibración y dureza (NVH por su sigle en inglés), y de carecer de refinamiento de coches subcompactos y superminis similares disponibles en el mercado. Es un poco ruidoso debido a no poseer aislamiento acústico de clase mundial, evidentemente para la reducción de costos. A su vez los niveles NVH se han reducido aún más, debido a la utilización de mejores materiales aislantes de sonido. El Etios también tiene altos niveles sustanciales de características y equipamiento, en comparación con otros coches de su clase. En general, el coche hace bien su trabajo en relación con la reputación de Toyota sobre fiabilidad.